# 弗莱涅阿维
弗莱涅阿维（法語：Flaignes-Havys）是法国香槟-阿登大区阿登省的一个市镇，属于沙勒维尔-梅济耶尔区吕米尼县。该市镇2009年时的人口为121人。

## 人口
弗莱涅阿维人口变化图示
| 数据来源：INSEE |